# Nephrotoma kodaikanalensis
Nephrotoma kodaikanalensis är en tvåvingeart som beskrevs av Alexander 1951. Nephrotoma kodaikanalensis ingår i släktet Nephrotoma och familjen storharkrankar. Inga underarter finns listade i Catalogue of Life.